# Bronzener Schnitt
Der Bronzene Schnitt ist das Teilungsverhältnis einer Strecke oder anderen Größe, bei dem das Verhältnis der Summe des verdreifachten größeren und des kleineren Teils zum größeren Teil gleich dem Verhältnis des größeren zum kleineren Teil ist. Die Bezeichnung dieses Schnittes ist an die Bezeichnungen Silberner Schnitt und Goldener Schnitt angelehnt. Im englischen Sprachraum werden diese drei Schnitte zu den „Metallic Means“ gezählt.

## Definition

Oben: Goldener Schnitt, Mittig: Silberner Schnitt, Unten: Bronzener Schnitt

Mit {\displaystyle a} als größerem und {\displaystyle b} als kleinerem Teil sowie {\displaystyle \delta _{B}} als Zahl des Bronzenen Schnittes gilt:
{\displaystyle {\frac {3a+b}{a}}={\frac {a}{b}}=:\delta _{B}}
Der Bronzene Schnitt {\displaystyle \delta _{B}} erfüllt daher folgende Gleichung:
{\displaystyle \delta _{B}=3+{\frac {1}{\delta _{B}}}}
Umgeformt entsteht folgende quadratische Gleichung:
{\displaystyle {\delta _{B}}^{2}-3\delta _{B}-1=0}
Eine Lösung dieser Gleichung ist positiv, die andere negativ.
Wegen {\displaystyle \delta _{B}>1} folgt daraus jene Lösung:
{\displaystyle \delta _{B}={\frac {1}{2}}{\sqrt {13}}+{\frac {3}{2}}=3{,}3027756377\ldots }
Die andere Lösung der genannten Gleichung ist nach dem Satz von Vieta der negative Kehrwert vom Bronzenen Schnitt.

## Algebraische Eigenschaften

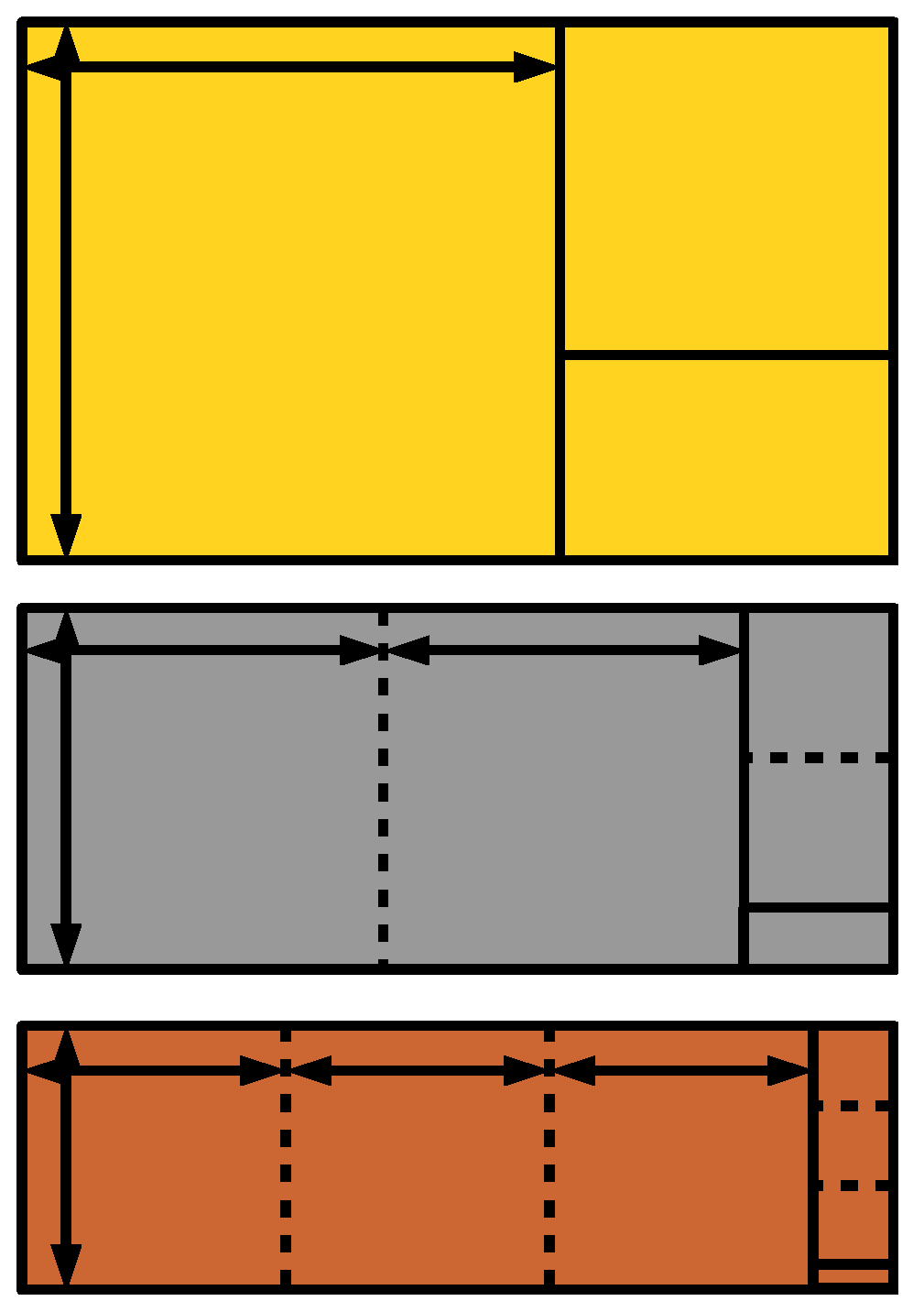
Oben: Goldenes Rechteck, Mittig: Silbernes Rechteck, Unten: Bronzenes Rechteck

### Quadratisch radikaler Ausdruck
Für den Kehrwert, das Quadrat und den Kubus dieser Zahl gilt:
{\displaystyle {\delta _{B}}^{-1}={\frac {1}{2}}{\sqrt {13}}-{\frac {3}{2}}=0{,}3027756\ldots }
{\displaystyle {\delta _{B}}^{2}={\frac {11}{2}}+{\frac {3}{2}}{\sqrt {13}}}
{\displaystyle {\delta _{B}}^{3}=5{\sqrt {13}}+18}
Die Metallischen Schnitte lassen sich durch folgende Funktion darstellen:
{\displaystyle f(x)={\frac {1}{2}}{\sqrt {x^{2}+4}}+{\frac {1}{2}}x}
Der Goldene Schnitt ist der Funktionswert {\displaystyle f(x=1)}, der Silberne Schnitt ist {\displaystyle f(x=2)} und der Bronzene Schnitt ist {\displaystyle f(x=3)}.

### Matrix
Folgende Matrix hat die Zahl des Bronzenen Schnitts zum Eigenwert:
{\displaystyle M_{B}={\begin{pmatrix}3&1\\1&0\end{pmatrix}}}
Die beiden Eigenwerte lauten:
{\displaystyle \lambda _{1}=\delta _{B}}
{\displaystyle \lambda _{2}=-\delta _{B}^{-1}}
Dies kann auf folgende Weise veranschaulicht werden:
Für diese Matrix lauten die normierten Eigenvektoren wie folgt:
{\displaystyle {\vec {v_{1}}}={\frac {1}{\sqrt[{4}]{13}}}{\begin{pmatrix}{\delta _{B}}^{1/2}\\{\delta _{B}}^{-1/2}\end{pmatrix}}}
{\displaystyle {\vec {v_{2}}}={\frac {1}{\sqrt[{4}]{13}}}{\begin{pmatrix}{\delta _{B}}^{-1/2}\\-{\delta _{B}}^{1/2}\end{pmatrix}}}
Diese Eigenvektoren erfüllt folgende zwei Gleichungen:
{\displaystyle M_{B}{\vec {v_{1}}}=\lambda _{1}{\vec {v_{1}}}}
{\displaystyle M_{B}{\vec {v_{2}}}=\lambda _{2}{\vec {v_{2}}}}

### Kettenbruch
Analog zum Goldenen und Silbernen Schnitt hat der Bronzene Schnitt folgende Darstellung als Kettenbruch:
{\displaystyle \delta _{B}=[3;{\bar {3}}]=3+{\cfrac {1}{3+{\cfrac {1}{3+{\cfrac {1}{3+\dotsb }}}}}}}
Denn die Zahl des Bronzenen Schnitts ist der Drittnachfolger von ihrem Kehrwert.

## Trigonometrische Eigenschaften

### Winkelhalbierende
Der Bronzene Schnitt kann auch durch trigonometrische Funktionen ausgedrückt werden:
{\displaystyle \delta _{B}=\cot \left[{\frac {1}{2}}\arctan \left({\frac {2}{3}}\right)\right]}
Wenn in einem rechtwinkligen Dreieck, in welchem sich die Gegenkathete zur Ankathete im Verhältnis 2:3 verhält, eine Winkelhalbierende zur Gegenkathete konstruiert wird, dann verhält sich die Ankathete zur Strecke von der rechtwinkligen Ecke zum Fußpunkt der Winkelhalbierenden im Bronzenen Schnitt.

### Dreizehneck und Sechsundzwanzigeck
Der Bronzene Schnitt steht mit den Winkeln vom regulären Dreizehneck und vom regulären Sechsundzwanzigeck in Verbindung:
{\displaystyle \delta _{B}=8\cos {\biggl (}{\frac {1}{13}}\pi {\biggr )}\cos {\biggl (}{\frac {3}{13}}\pi {\biggr )}\cos {\biggl (}{\frac {4}{13}}\pi {\biggr )}}
{\displaystyle \delta _{B}^{-1}=8\sin {\biggl (}{\frac {1}{26}}\pi {\biggr )}\sin {\biggl (}{\frac {3}{26}}\pi {\biggr )}\sin {\biggl (}{\frac {9}{26}}\pi {\biggr )}}
Wenn man in einem regulären Sechsundzwanzigeck eine Ecke mit ihrem Drittnachfolger und ihrem Neuntnachfolger verbindet, dann entstehen in diesem Sechsundzwanzigeck zwei Strecken, die miteinander multipliziert und mit der Seite des Sechsundzwanzigecks multipliziert ein Produkt ergeben, welches dividiert durch den Kubus des Umkreisradius den Kehrwert des Bronzenen Schnitts ergibt. Dies kann auf folgende Weise veranschaulicht werden:

Reguläres Dreizehneck

Folgendes Polynom hat die sechs x-Werte des Musters x = 2cos(2πn/13) mit n = 1; 2; 3; 4; 5; 6 als komplette Lösungsmenge:
{\displaystyle x^{6}+x^{5}-5x^{4}-4x^{3}+6x^{2}+3x-1=0}
Diese Gleichung kann mit dem Additionstheorem des Kosinus hergeleitet werden.
Dieses Polynom sechsten Grades lässt sich in zwei kubische Polynome faktorisieren:
{\displaystyle x^{6}+x^{5}-5x^{4}-4x^{3}+6x^{2}+3x-1=}
{\displaystyle =\left[x^{3}+{\frac {1}{2}}({\sqrt {13}}+1)x^{2}-x-{\frac {1}{2}}({\sqrt {13}}+3)\right]\left[x^{3}-{\frac {1}{2}}({\sqrt {13}}-1)x^{2}-x+{\frac {1}{2}}({\sqrt {13}}-3)\right]}
Folgende Gleichung wird auf folgende Weise gelöst:
{\displaystyle x^{3}-{\frac {1}{2}}({\sqrt {13}}-1)x^{2}-x+{\frac {1}{2}}({\sqrt {13}}-3)}
{\displaystyle x_{1}=2\cos {\biggl (}{\frac {2}{13}}\pi {\biggr )}=2\sin {\biggl (}{\frac {9}{26}}\pi {\biggr )}}
{\displaystyle x_{2}=2\cos {\biggl (}{\frac {6}{13}}\pi {\biggr )}=2\sin {\biggl (}{\frac {1}{26}}\pi {\biggr )}}
{\displaystyle x_{3}=2\cos {\biggl (}{\frac {8}{13}}\pi {\biggr )}=-2\sin {\biggl (}{\frac {3}{26}}\pi {\biggr )}}
Nach dem Satz von Vieta ergibt das negative Produkt dieser drei Lösungen das absolute Glied und damit den Kehrwert der Zahl des Bronzenen Schnitts.
Dass einer der beiden Kubischen Faktoren die Lösungen x = 2cos(2πn/13) mit n = 1; 3; 4 und der andere dieser beiden Faktoren die Lösungen x = 2cos(2πn/13) mit n = 2; 5; 6 hat, kann auf folgende Weise erklärt werden:
1² + 3² + 4² = 26 = 2 × 13
2² + 5² + 6² = 65 = 5 × 13
Die Summe dreier Quadrate zusammengehöriger betroffener Zahlen {\displaystyle 2\cdot n-1} als Vorfaktoren vor dem Ausdruck π/13 muss durch dreizehn teilbar sein.
Das Verhältnis der Seite zum Umkreisradius im regulären Dreizehneck und Sechsundzwanzigeck kann auch vereinfacht mit dem Bronzenen Schnitt ausgedrückt werden:
{\displaystyle {\frac {s_{13}}{r_{13}}}=2\sin {\biggl (}{\frac {1}{13}}\pi {\biggr )}={\frac {1}{3}}{\sqrt[{4}]{13}}\,{\delta _{B}}^{1/2}-{\frac {2}{3}}{\sqrt[{4}]{13}}\,{\delta _{B}}^{-1/2}\cos \left[{\frac {1}{3}}\arctan \left({\frac {3{\sqrt {3}}}{5}}\right)\right]}
{\displaystyle {\frac {s_{26}}{r_{26}}}=2\sin {\biggl (}{\frac {1}{26}}\pi {\biggr )}={\frac {1}{2}}{\delta _{B}}^{-1}+{\frac {1}{6}}{\sqrt {3}}(\delta _{B}-1)\tan \left[{\frac {1}{6}}\arctan \left({\frac {3{\sqrt {3}}}{5}}\right)\right]}